# Cordiera myrciifolia
Cordiera myrciifolia är en måreväxtart som först beskrevs av Karl Moritz Schumann, och fick sitt nu gällande namn av Nathan Petter Herman Persson och Piero G. Delprete. Cordiera myrciifolia ingår i släktet Cordiera och familjen måreväxter. Inga underarter finns listade i Catalogue of Life.